# Black metal
Black metal je podzvrst metal glasbe, ki se je začela intenzivno razvijati konec osemdesetih let 20. stoletja, začetki pa segajo že v sam začetek desetletja. Vrh je žanr dosegel v prvi polovici devetdesetih.
Poznamo dva pogleda na ta žanr. Prvi pravi, da je black metal posebna zvrst, pri katerem je bolj pomemeben sam zvok, medtem ko druga definicija bolj poudarja vlogo besedila in filozofsko/politično ideologijo glasbe. 
Black metal je postal bolje poznan šele s prehodom v 21. stoletje. 

## Značilnosti
- Hitre kitare; zvok kitar je »suh« ali pa »debel«, po navadi ne vmes.
- Besedila so temačna, pesimistična, satanistična, okultna, ali pa posvečena naravi, vesolju.
- Bobni so večinoma hitri, ponavljajoči in agresivni, pogosti so blast beati.
- Hladna, temna, melanholična atmosfera.
- Manjša osredotočenost na dinamični ritem kot v death metalu.
- Občasna uporaba elektronskih klaviatur. Včasih se pojavijo tudi zborovsko petje, violine in orgle, kar naredi prav posebno atmosfero. Nekateri bendi uporabljajo klaviature zelo pogosto, glasba nekaterih na njih celo temelji. Tako zvrst označujemo kot simfonični black metal.

## Ideologija
Ideologijo žanra je začela razvijati angleška skupina Venom, ki so začeli uvajati besedila s satanistično vsebino, kar je vidno po naslovih pesmi kot npr. Sacrifice, Witching Hour, Welcome to Hell, In League with Satan... vendar je tu šlo večinoma za ekstreme, ki se v glasbi (še posebej v metalu) vedno prodajajo, kakor pa za nekakšno resnično ideologijo. Švedski Bathory, še eni začetniki žanra, tu niso veliko izstopali, šlo je za naivni satanizem, ki ga ni bilo vzeti resno. Kasneje pa so se pojavile skupine, ki so svoja prepričanja širile s svojimi besedili, najboljši primer tega bi bili norvežani Gorgoroth. 
Druga vrsta ideologije, ki je lahko zaznamo in se je pojavila malo kasneje je nacistični black metal, kjer so mešali satanistične in rasistične ideje npr. Abruptum.
Tretja ideologija pa je najbolj vezana na Norveško pa je Vikinška/Poganska. Z besedili o svojih prednikih so definitivno začeli Bathory, ki so s svojim albumom  Blood, Fire, Death iz leta 1988 zapustili satanistične vode in začeli celoten žanr Viking metal, s tem, da so začeli pisati o temah kot so vikingi, srednjeveške bitke in odinizem. Veliko skupin tako pripoveduje zgodbo svojih prednikov in širi nauke odinizma. Treba pa je tudi poudariti, da so nekatere skupine močno nastopile proti krščanski cerkvi in veri, saj je prav Cerkev kriva za pokristjanjevanje njihovih prednikov, ki so bili prej pogani. Veliko skupin tudi uporablja satanizem le kot način kljubovanja krščanski cerkvi, pri nekaterih pa satanizma sploh ni zaznati, besedila so le močno antikrščanke narave.
Obstajajo tudi okultna besedila, sprva uporabljena pri Dancih Mercyful Fate. 
Veliko število skupin pa govori o temah kot so samomor, depresija, tema, večna zima, konec sveta, norost,  žalost...

## Zametki
Korenine tega žanra je moč najti v glasbi skupine Black Sabbath iz 1970, ki je temelj glasbe Celtic Frost. Prvi zametki black metala so se pojavili v začetku osemdesetih. Prvi album Britanskih Venom Wellcome To Hell (1981) ima velik vpliv na poznejši razvoj black metala, prav tako kot tudi njihov drugi album Black metal (1982) - od tukaj tudi ime za samo zvrst. Glasba teh dveh albumov je v mnogih pogledih podobna kasnejšemu black metalu; »underground« produkcija, hrapav zvok in »growlanje«, ki se je kasneje zelo uveljavilo.
Verjetno še bolj direktno inspiracijo za razvoj te zvrsti pa gre iskati v Švedskem bendu Bathory. Zgodnji Bathory so preigravali zelo čist black metal s hitrim tempom in škripajočim vokalom. Njihov drugi album The Return je odličen primer za to. Bathory skupaj z Venomom sestavljajo tako imenovani »prvi val Black metala«.
Velik vpliv gre iskati tudi v Danskih Mercyful Fate in Švicarskih Celtic Frost, ki so v glasbo vključili tudi okultna besedila, danes pomemben faktor black metala. 
V današnji zvok se je black metal zasidral pod vplivi Norveških bendov kot so Darkthrone, Enslaved, Burzum, Satyricon, Mayhem, Immortal in Emperor (znani so tudi kot »drugi val Black metala«), ki so v svoj zvok vnašali elemente mainstream heavy metala, klasične glasbe in growlanja. Njihov vpliv se pozna tudi v antikrščanskih in okultnih temah.